# Aegocera jordani
Aegocera jordani är en fjärilsart som beskrevs av Sergius G. Kiriakoff 1955. Aegocera jordani ingår i släktet Aegocera och familjen nattflyn. Inga underarter finns listade i Catalogue of Life.